# 29227 Wegener
29227 Wegener este un asteroid din centura principală, descoperit pe 29 februarie 1992, de Freimut Börngen.